# Journet

Journet este o comună în departamentul Vienne, Franța. În 2009 avea o populație de 372 de locuitori.